# Țigănești (okręg Bacău)
Țigănești – wieś w Rumunii, w okręgu Bacău, w gminie Vultureni. W 2011 roku liczyła 141 mieszkańców.